# 1986 في نيوزيلندا
فيما يلي قوائم الأحداث التي وقعت خلال عام 1986 في نيوزيلندا.

## سياسة

### تعيين في المنصب
- 26 مارس – جيم بولغر زعيم المعارضة.

### انتهاء فترة المنصب
- 1 يناير – يان لورانس عمدة ويلينغتون [الإنجليزية]‏.

## رياضة
- 1 يناير – كأس نيوزيلندا 1986 الفائز North Shore United AFC [الإنجليزية]‏.

## مواليد

### يناير
- 2 يناير – ناثان كوهن مُجدّف نيوزيلندي.
- 7 يناير – جيمس بارينجاتاي لاعب كرة سلة نيوزيلندي.

### فبراير
- 3 فبراير – أنجيلا مارينو لاعبة كرة سلة أسترالية.
- 6 فبراير – إيفرارد بارتليت لاعب كرة سلة نيوزيلندي.
- 6 فبراير – سام جاسبر لاعب كرة قدم نيوزيلندي.
- 8 فبراير – آنا هوتشيسون ممثلة نيوزيلندية.
- 13 فبراير – هاميش بوند
- 16 فبراير – لوك رومانو لاعب اتحاد رغبي نيوزيلندي.
- 17 فبراير – ستيفن أولد لاعب كرة قدم نيوزيلندي.

### مارس
- 4 مارس – كامبل غرايسون لاعب اسكواش نيوزيلندي.
- 6 مارس – جيمس جونستون لاعب اتحاد رغبي نيوزيلندي.
- 6 مارس – جيني بلاكمور مغنية نيوزيلندية.
- 20 مارس – آدم بلير لاعب دوري رغبي نيوزيلندي.
- 24 مارس – ديلان هارتلي

### أبريل
- 1 أبريل – دانيال بودن لاعب رغبي نيوزيلندي.
- 20 أبريل – كاميرون دونكان
- 21 أبريل – بلير كوان لاعب اتحاد رغبي نيوزيلندي.
- 25 أبريل – ميخائيل بنت لاعب رغبي نيوزيلندي.

### مايو
- 2 مايو – ميكايلا كوكس لاعبة كرة سلة نيوزيلندية.
- 20 مايو – مات أرشيبالد درّاج طريق نيوزيلندي.

### يونيو
- 1 يونيو – بنجامين سميث لاعب اتحاد رغبي نيوزيلندي.
- 7 يونيو – لوغان كامبل لاعب تايكوندو نيوزيلندي.
- 14 يونيو – إيما همفريز لاعبة كرة قدم نيوزيلندية.
- 18 يونيو – آنا تومسون لاعبة كرة شبكة نيوزيلندية.
- 18 يونيو – باول كونينغهام لاعب كرة قدم نيوزيلندي.

### يوليو
- 1 يوليو – جوني بنتلي لاعب رغبي نيوزيلندي.
- 6 يوليو – غونار جاكسون ملاكم نيوزيلندي.
- 18 يوليو – آرون سكوت لاعب كرة قدم نيوزيلندي.

### سبتمبر
- 4 سبتمبر – ميخائيل ميرفي مغني نيوزيلندي.
- 5 سبتمبر – كريس برايت لاعب كرة قدم نيوزيلندي.
- 5 سبتمبر – ميتش كونينغهام سائق سباق نيوزيلندي.
- 10 سبتمبر – تشين كامبل لاعبة اتحاد الرغبي أسترالية.
- 16 سبتمبر – إليزابيث مانو لاعبة كرة شبكة نيوزيلندية.
- 22 سبتمبر – بنجامين غريفين متزحلق جبال الألب نيوزيلندي.
- 26 سبتمبر – سام كريستي لاعب اتحاد رغبي نيوزيلندي.

### أكتوبر
- 3 أكتوبر – لويس براون لاعب دوري رغبي نيوزيلندي.
- 9 أكتوبر – جوشوا إنجلاند
- 11 أكتوبر – مارك إليسون لاعب كريكت نيوزلندي.
- 15 أكتوبر – ميخائيل دوسن مُجدّف كانوي نيوزيلندي.
- 19 أكتوبر – آدم هيل لاعب رغبي نيوزيلندي.
- 22 أكتوبر – غلين ديكسون لاعب رغبي نيوزيلندي.
- 22 أكتوبر – فيل بيرلي لاعب اتحاد رغبي نيوزيلندي.
- 30 أكتوبر – ميخائيل برودهيرست لاعب رغبي نيوزيلندي.

### نوفمبر
- 10 نوفمبر – لوروا هوستون لاعب رغبي أسترالي.
- 15 نوفمبر – هانا بروملي لاعبة كرة قدم نيوزيلندية.
- 24 نوفمبر – فيلي هاينز لاعب اتحاد رغبي نيوزيلندي.
- 27 نوفمبر – جيمس بارسونز لاعب رغبي نيوزيلندي.

### ديسمبر
- 9 ديسمبر – آرون بينس لاعب كرة سلة أسترالي.
- 10 ديسمبر – دين كولز لاعب رغبي نيوزيلندي.
- 15 ديسمبر – إيمي وليامز لاعبة اتحاد رغبي نيوزيلندية.

## وفيات

### يناير
- 1 يناير – فرنسيس باس (مواليد 1910)
- 1 يناير – هيلين براون (مواليد 1917) رسامة نيوزيلندية.

### فبراير
- 24 فبراير – ديفيد بالانتين (مواليد 1924)

### أبريل
- 28 أبريل – إيفان ماكي (مواليد 1917)

### مايو
- 9 مايو – نيلسون بال (مواليد 1908) لاعب رغبي نيوزيلندي.
- 19 مايو – ليونارد ترينت (مواليد 1915)

### يوليو
- 16 يوليو – بوب أوديا (مواليد 1930) لاعب رغبي نيوزيلندي.

### سبتمبر
- 25 سبتمبر – جيوفري توماس ألي (مواليد 1903)

### أكتوبر
- 17 أكتوبر – مالكوم بورنس (مواليد 1910)

### نوفمبر
- 26 نوفمبر – ليستير كاسل (مواليد 1921) محامي نيوزيلندي.